# NGC 4797
NGC 4797 (ook: NGC 4798) is een elliptisch sterrenstelsel in het sterrenbeeld Hoofdhaar. Het hemelobject werd op 25 maart 1865 ontdekt door de Duitse astronoom Albert Marth.

## Synoniemen
- UGC 8038
- MCG 5-31-4
- ZWG 159.118
- ZWG 160.13
- PGC 43981